# Fuentelaldea

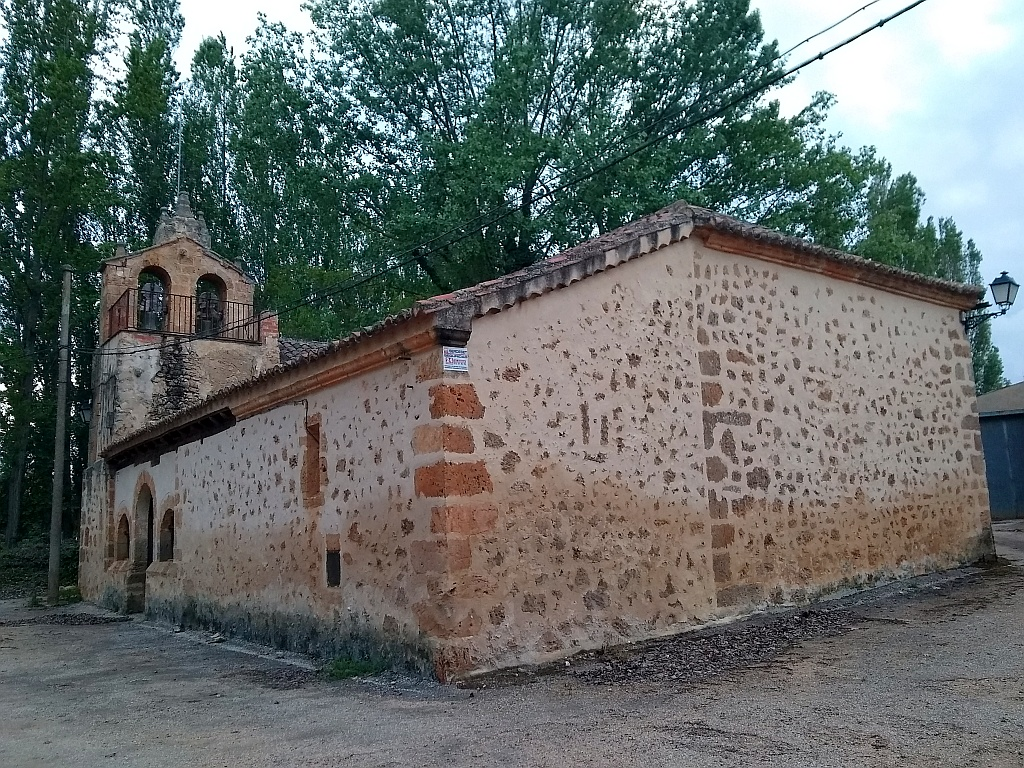
Iglesia de Santiago Apóstol

Fuentelaldea es una localidad de la provincia de Soria, partido judicial de Soria, Comunidad Autónoma de Castilla y León, España. Pueblo de la Comarca de Soria que pertenece al municipio de Quintana Redonda.

## Historia
El censo de Pecheros de 1528, en el que no se contaban eclesiásticos, hidalgos y nobles, registraba la existencia de 16 pecheros, es decir unidades familiares que pagaban impuestos. Pertenecía a la Comunidad de villa y tierra de Calatañazor, entonces conocido como La Fuente.
A la caída del Antiguo Régimen la localidad se constituye en municipio constitucional en la región de Castilla la Vieja, partido de Soria  que en el censo de 1842 contaba con 18 hogares y 70 vecinos.
A mediados del siglo XIX este municipio desaparece porque se integra en La Revilla de Calatañazor, contaba entonces con 16 hogares y 63 habitantes. Con la desaparición del municipio de La Revilla de Calatañazor a finales del siglo XX, se integra en Quintana Redonda.

## Demografía
Fuentelaldea contaba a 1 de enero de 2017 con una población de 9 habitantes, 6 hombres y 3 mujeres. Su ayuntamiento se halla agrupado al de Quintana Redonda.
| Gráfica de evolución demográfica de Fuentelaldea entre 2000 y 2017                               |
|                                                                                                  |
| Población de derecho (2000-2017) según los censos de población del INE a 1 de enero de cada año. |

## Patrimonio
- Iglesia de Santiago Apóstol.